# Mao Hosoya
Mao Hosoya (jap. 細谷 真大; ur. 7 września 2001 w Chibie) – japoński piłkarz, występujący na pozycji napastnika w japońskim klubie Kashiwa Reysol oraz w reprezentacji Japonii. Uczestnik Pucharu Azji 2023.

## Statystyki

### Klubowe
Na podstawie:
| Klub           | Sezonów | Liga      | Liga  | Liga   | Puchar krajowy | Puchar krajowy | Kontynentalne | Kontynentalne | Suma  | Suma   |
| Klub           | Sezonów | Liga      | Mecze | Bramki | Mecze          | Bramki         | Mecze         | Bramki        | Mecze | Bramki |
| -------------- | ------- | --------- | ----- | ------ | -------------- | -------------- | ------------- | ------------- | ----- | ------ |
| Kashiwa Reysol | 1       | J2 League | 6     | 0      | 22             | 5              | –             | –             | 125   | 30     |
| Kashiwa Reysol | 4       | J1 League | 97    | 25     | 22             | 5              | –             | –             | 125   | 30     |
|                | Łącznie | Łącznie   | 103   | 25     | 22             | 5              | 0             | 0             | 125   | 30     |

### Reprezentacyjne
Na podstawie:
| Występy w reprezentacji | Występy w reprezentacji | Występy w reprezentacji | Występy w reprezentacji | Występy w reprezentacji | Występy w reprezentacji | Występy w reprezentacji | Występy w reprezentacji |
| Lp.                     | Data                    | Miasto                  | Przeciwnik              | Wynik                   | Gole                    | Inne                    | Rozgrywki               |
| ----------------------- | ----------------------- | ----------------------- | ----------------------- | ----------------------- | ----------------------- | ----------------------- | ----------------------- |
| 1.                      | 24.07.2022              | Toyota                  | Chiny                   | 0:0 (0:0)               |                         |                         | Mistrzostwa EAFF        |
| 2.                      | 16.11.2023              | Suita                   | Mjanma                  | 5:0 (3:0)               |                         |                         | Eliminacje MŚ 2026      |
| 3.                      | 21.11.2023              | Dżudda                  | Syria                   | 5:0 (3:0)               | 82'                     |                         | Eliminacje MŚ 2026      |
| 4.                      | 01.01.2024              | Tokio                   | Tajlandia               | 5:0 (0:0)               |                         | asysta                  | mecz towarzyski         |

## Sukcesy
Na podstawie:

### Klubowe
- Mistrz J2 League 2018/19